# Alors... Chante !
 (février 2020).
Si vous disposez d'ouvrages ou d'articles de référence ou si vous connaissez des sites web de qualité traitant du thème abordé ici, merci de compléter l'article en donnant les références utiles à sa vérifiabilité et en les liant à la section « Notes et références ».
Le festival Alors... CHANTE! de Castelsarrasin était un festival de musique accueillant des artistes francophones. Il mêle des artistes confirmés à de jeunes artistes potentiellement talentueux qui sont présentés dans la première partie des concerts ou sur des scènes à part.

## Histoire
Ce festival est créé en 1986 dans la commune voisine de Montauban, et est organisé par l'association "Chants Libres". Il a lieu tous les ans en mai pendant la semaine de l'Ascension.
En novembre 2014, la municipalité de Montauban a fait savoir qu'elle ne subventionnerait plus le festival. Ce dernier étant alors en difficultés financières, il a été décidé de déménager le festival dans la seconde ville la plus importante du département, Castelsarrasin, qui a offert des possibilités de subventions financières. 
En 2015, les 30 ans du festival prévus en mai ont donc été annulés, et une unique journée de festival s'est déroulée à Castelsarrasin le 12 septembre 2015, en présence de nombreux artistes confirmés tels que Pierre Perret, Anne Sylvestre, Alexis HK, Bénabar, Francis Cabrel, Renan Luce, ou encore Zaz. 
Après le succès rencontré par cette édition spéciale, le festival reprend son format habituel, toujours à Castelsarrasin du 2 au 7 mai 2016. Mais des concerts sont annulés en raison de la faiblesse des ventes. Par ailleurs, l'association perd le soutien du Centre national de la chanson et dépose donc le bilan à la fin de l'année. Sur l'initiative de l'association Les amis de Pierre, basée à Castelsarrasin, le festival Grain d'Sel voit le jour en 2017, offrant une continuité autour de la promotion de la chanson sur le territoire du Tarn et Garonne,.

## Organisation
Chaque année, le festival reçoit un invité d'honneur. Le but est de retrouver cet artiste dans un spectacle inédit, avec des invités. Juliette Gréco fut la première, en 1986. On peut aussi citer Léo Ferré, Renaud, Francis Cabrel (2000), Bénabar (2009), Renan Luce (2008, 2010 et 2014), Yves Jamait (2009), Stromae (2011), Soprano (2011), ZAZ (2011 et 2014), BB BRUNES (2013), Sexion d'assaut (2013), Tryo (2013), FAUVE (2014) ou encore Gaëtan Roussel (2014). Pour l'édition 2016, l'invité d'honneur est Pierre Perret, natif de Castelsarrasin.
Alors...Chante ! est aussi un festival reconnu pour ses « Découvertes ». Chaque année, douze jeunes artistes sont sélectionnés pour faire partie de la programmation et bénéficient de la présence de nombreux professionnels du spectacle. À l'issue du festival, des prix publics et professionnels leur sont remis pour leur donner un coup de pouce dans leur carrière artistique. 
Des enfants sont aussi invités à participer avec Mômes en Zic, une programmation de spectacles « jeune public ». 
L'édition 2009 du festival accueillait notamment Yves Jamait, Bénabar, Cali, Tryo, Julien Clerc, Aldebert, Emily Loizeau, Alexis HK, Agnès Bihl, Pep's, La Grande Sophie, Loane, Nilda Fernandez, La Casa, etc. 
En 2010, pour son 25e anniversaire, le festival a accueilli une soixantaine d'artistes dont Jacques Dutronc, Olivia Ruiz, Raphael, MiCkey [3d] , Aldebert, le cirque Plume, Arthur H, etc.
En 2016, pour son 30e anniversaire, le festival a accueilli de nombreux artistes avec notamment Pierre Perret, Zaz, Thomas Dutronc, Youssoupha, Vianney, ou encore Alexis HK.
Alors… CHANTE ! a accueilli depuis 30 ans un millier d’artistes parmi lesquels  Léo Ferré, Pierre Perret, Juliette Gréco, Claude Nougaro, Georges Moustaki, Francis Cabrel, Julien Clerc, Robert Charlebois, Renaud, Tryo,  Jean-Louis Aubert, Alain Bashung,  Véronique Sanson, M ou Stromae.
Alors… CHANTE ! a accompagné les débuts de Bénabar, Zaz, Renan Luce, Jeanne Cherhal, La Grande Sophie, Emily Loizeau, Aldebert, Yves Jamait, ou encore Camille.

## Les espaces scéniques du festival
Pour l'édition spéciale de septembre 2015, le concert unique a eu lieu en extérieur, sur la Promenade du château, dans le centre-ville de Castelsarrasin.
À partir de 2016, le festival se déroule sur trois espaces. Les grands concerts ont lieu à la Salle Jean Moulin, et dans un chapiteau monté près du centre technique fluvial, le tout, près du Canal du Midi, dans le quartier du Port Jacques-Yves-Cousteau. La scène destinée aux jeunes talents et aux Mômes en Zic, se situe à la Salle Paul Descazeaux, dans le centre-ville.
À l'époque où le festival se déroulait à Montauban, les grands concerts se déroulaient à la Salle Eurythmie.